# Tierras indígenas de Brasil

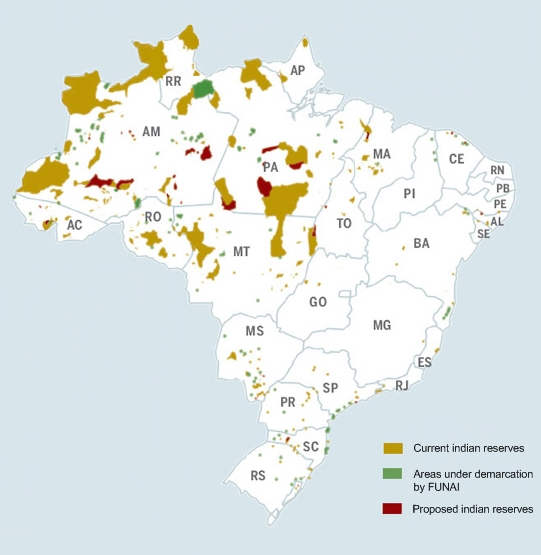
Territorios indígenas de Brasil, actuales y propuestos.

Las tierras indígenas bajo la ley brasileña, son aquellas tierras tradicionalmente ocupadas por los pueblos indígenas, que las habitan en forma permanente o las utilizan para sus actividades productivas, y las que son esenciales para la preservación de los recursos naturales o ambientales necesarios para su bienestar y su reproducción física y cultural, de acuerdo con sus usos, costumbres y tradiciones (párrafo 1 del artículo 231 de la Constitución Federal). De acuerdo con el párrafo 20 del artículo XI de la Constitución, "pertenecen a la Unión" y según el § 4 del art. 231, las tierras indígenas son inalienables, inembargables e imprescriptibles.
En Brasil existen 672 tierras indígenas que abarcan 1,105,258 km², esto es el 13% de su superficie total. Por razones históricas la colonización portuguesa de la zona partió de las costas hacia el interior, por lo que la mayoría de los territorios indígenas están concentrados en el interior, especialmente en la amazonia.
Sólo existen 1 unidad federada de Brasil sin territorios indígenas: Distrito Federal.

## Territorios indígenas por estado
|  | Estado               | Número de Territorios Indígenas | Área(km²) | Proporción |
|  | -------------------- | ------------------------------- | --------- | ---------- |
|  | Acre                 | 36                              | 30,721    | 20.13%oiu  |
|  | Alagoas              | 10                              | 130       | 0.47%      |
|  | Amazonas             | 166                             | 527,783   | 33.6%      |
|  | Ceará                | 11                              | 114       | 0.08%      |
|  | Distrito Federal     | 0                               | 0         | 0%         |
|  | Espírito Santo       | 3                               | 76        | 0.16%      |
|  | Goiás                | 5                               | 405       | 0.12%      |
|  | Maranhão             | 20                              | 19,057    | 5.74%      |
|  | Mato Grosso          | 78                              | 188,490   | 20.87%     |
|  | Mato Grosso del Sur  | 49                              | 6,781     | 1.9%       |
|  | Minas Gerais         | 9                               | 670       | 0.11%      |
|  | Pará                 | 58                              | 305,724   | 24.5%      |
|  | Paraíba              | 3                               | 338       | 0.6%       |
|  | Paraná               | 26                              | 944       | 0.47%      |
|  | Pernambuco           | 15                              | 1,181     | 1.2%       |
|  | Piauí                | 0                               | 0         | 0%         |
|  | Río de Janeiro       | 5                               | 24        | 0.05%      |
|  | Río Grande del Norte | 0                               | 0         | 0%         |
|  | Río Grande del Sur   | 45                              | 1,088     | 0.39%      |
|  | Rondonia             | 24                              | 62,526    | 26.32%     |
|  | Roraima              | 32                              | 195,752   | 87.27%     |
|  | Santa Catarina       | 20                              | 562       | 0.59%      |
|  | São Paulo            | 28                              | 171       | 0.07%      |
|  | Sergipe              | 1                               | 43        | 0.2%       |
|  | Tocantins            | 12                              | 25,521    | 9.19%      |
|  | Brasil               | 672                             | 1,105,258 | 13%        |

1. ↑  Algunos territorios indígenas que ocupan más de un estado se cuentan dos veces.
2. 1 2  Aproximadamente. Ver arriba.